# Музей історії міста Кокшетау
Кокшетауський музей історії міста (каз. Көкшетау қаласының тарихы мұражайы; до 2000 року — Меморіальний республіканський будинок-музей В. В. Куйбишева) — міський історичний музей казахстанського міста Кокшетау в Акмолінській області, присвячений становленню та розвитку міста, починаючи з періоду раннього Середньовіччя і аж до наших днів. Розташований у м. Кокшетау на вул. Канай бі, 32 (яка до 2008 року називалася вулицею Чапаєва). Саме в цій місцевості біля підніжжя сопок Букпа на березі озера Копа починалося народження Кокшетау в першій чверті XIX століття. Будівля музею є пам'яткою історії республіканського значення і перебуває під захистом держави (з 26 січня 1982 року).
Фонди музею зберігають понад 16 тисяч експонатів. Це пожовклі від часу старовинні фотографії, документи, рукописи, предмети побуту та матеріальної культури, які можуть розповісти багато про життя міста та його мешканців у минулому. Основні завдання: науково-дослідна, збиральна, виставково-експозиційна, науково-практична діяльність.

## Історія
У будинку з 1889 по 1905 рр. жила сім'я майбутнього державного діяча радянської доби В. В. Куйбишева, тут минули його дитинство та юність. У роки Німецько-радянської війни в цьому будинку розташовувався тиловий шпиталь для поранених солдатів Червоної армії.
Створено відповідно до Постанови ЦК КП Казахстану від 21 жовтня 1947 року та рішення Кокчетавського облвиконкому від 06 травня 1948 року. Перебував у віданні Міністерства культури Казахської РСР. Після війни в 1949 році був відкритий Республіканський меморіальний будинок-музей В. В. Куйбишева. Засновником та першим директором музею була його сестра — О. В. Куйбишева, яка понад 30 років керувала музеєм — перший Почесний громадянин м. Кокшетау. Для створення музею її запросив голова Радміну Казахської РСР Н. Д. Ундасинов (у той час вона проживала в Москві). Олена Володимирівна у поважному віці залишила упорядковану Москву та оселилася в глушині, яким був тоді Кокчетав. Олена Володимирівна відшукала будинок батьків, де минули дитинство та юність Валеріана та де народилася вона сама. Довелося відремонтувати і будинок, і надвірні будівлі, і упорядкувати сад. Олена Володимирівна зайнялася одночасно і збиральною роботою.
Рішенням облвиконкому від 13 жовтня 1988 року передано до місцевого підпорядкування комітету з культури облвиконкому, з 03 травня 1997 року у зв'язку з ліквідацією Кокшетауської області — департаменту культури при акимі м. Кокшетау. У фондах музею зберігалося понад 3,5 тис. експонатів. Музей завжди був у числі найкращих музеїв не лише республіки, а й усього СРСР. У 1985 р. будівлю будинку-музею реставрували за проектом інституту «Казпроектреставрація». Було відновлено втрачені елементи. Стелі та внутрішні стіни очищені від пізніх нашарувань, відновлено оздоблення інтер'єрів.
Розпорядженням акима м. Кокшетау від 02 березня 2000 року було реорганізовано шляхом приєднання до музейного об'єднання «Кокшетау». Із 2000 р. у цьому будинку розмістився Музей історії міста Кокшетау (Кокчетава). Відповідно змінилися фонди музею та зміст експозицій.

## Будинок житловий
У 1880 р. побудований на кшталт міської садиби. Відразу за будинком був облаштований сад. Ліворуч від будинку на подвір'ї були господарські будівлі. В одній з них, Г-подібної в плані, під одним дахом розташовувалися літня кухня, лазня, денник, комора. Поруч — окрема будівля стайні. За коморою та стайнею у глибині подвір'ї був город. В'їзд у двір — з боку головного фасаду через широкі ворота з хвірткою. Одноповерховий дерев'яний житловий будинок зрубаний в обло (в перев'язку на кутах), прямокутний у плані (11x13,9 м). Головний вхід до будинку — з вул. Чапаєва, оформлений ґанком із навісом, при пізній реконструкції перетворений на тамбур, веде в сіни вздовж дворового фасаду. Фасади обшиті горизонтальним тесом та пофарбовані фарбою. Карнизи прикрашені накладним прорізним різьбленням. Основними приміщеннями в будинку були їдальня, вітальня та три спальні.

## Опис
У 5-ти невеликих залах музею у хронологічній послідовності відбито основні віхи історії Кокшетау, починаючи з моменту його заснування в 1824 році і до теперішнього часу. Експозиція знайомить із містом Кокшетау 19 — 20 століття, з історією становлення його економіки, промисловості, охорони здоров'я, освіти, культури, з життям людей, які зробили свій внесок у розвиток міста. Експозиція «Стара квартира» познайомить з інтер'єром та побутом городян 1950-х років. У затишному музейному дворику ви зможете відпочити, побачити старовинні види гужового транспорту та зробити барвисті фотознімки на тлі ретро автомобіля «Кадилак» марки General Motors 1930 року випуску. На ній їздив В. Куйбишев, коли працював у Москві. 1949 року автомобіль пригнали з Москви.

## Житловий будинок у культурі та мистецтві
- Про будинок О. В. Куйбишева писала в книзі про «Валеріан Куйбишева. Зі спогадів сестри»[4]:

|  | Наша сім'я жила в невеликому дерев'яному одноповерховому будинку, оточеному з усіх боків березами, черемхою та вербами. Весною будинок потопав у квітучій черемсі, а влітку в саду було багато різноманітних квітів, які вирощувала мама. Узимку будинок заносило з усіх боків величезними кучугурами снігу, виднілися тільки верхівки старих, високих беріз, що здавалися чагарниками на снігових горах. |